# Verrucophragmia splendens
Verrucophragmia splendens är en svampart som beskrevs av Crous, M.J. Wingf. & W.B. Kendr. 1994. Verrucophragmia splendens ingår i släktet Verrucophragmia, divisionen sporsäcksvampar och riket svampar.   Inga underarter finns listade i Catalogue of Life.